# Nososticta xanthe
Nososticta xanthe – gatunek ważki z rodziny pióronogowatych (Platycnemididae).